# 五荘村
五荘村（ごのしょうむら）は、兵庫県城崎郡に存在した村である。現在の豊岡市中心部の西方一帯にあたる。

## 地理
- 河川：円山川、前川、奈佐川、大浜川

## 歴史
- 1889年（明治22年）4月1日 - 町村制の施行により、正法寺村・戸牧村・高屋村・上陰村・中陰村・下陰村・福田村・栃江村・森津村・滝村・新堂村・岩熊村・江野村・伊賀谷村の区域をもって発足。
- 1950年（昭和25年）4月1日 - 豊岡町・新田村・中筋村と合併して豊岡市が発足。同日五荘村廃止。

## 村長
- 甲斐中文治郎